# Hunnemannia hintoniorum
Hunnemannia hintoniorum là một loài thực vật có hoa trong họ Anh túc. Loài này được G.L. Nesom mô tả khoa học đầu tiên năm 1992.

## Hình ảnh

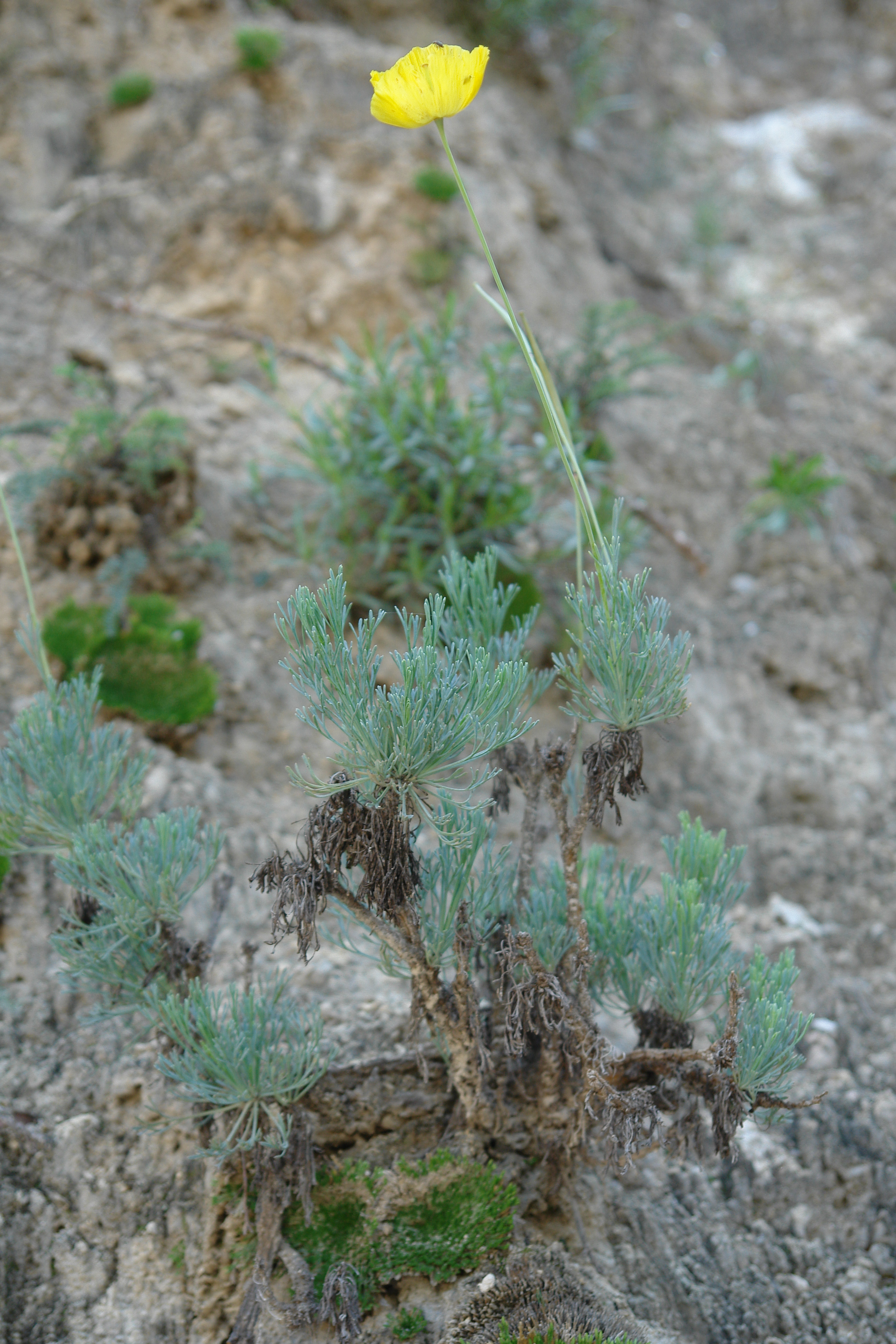